# Dominique Marcas
Dominique Marcas, född Marcelle Napoléonne Perrigault 8 augusti 1920 i Dozulé, Normandie, död 15 februari 2022 i Illiers-l'Évêque, Normandie, var en fransk skådespelerska.

## Roller i urval
- 1950 – Rättvisa har skipats
- 1952 – Nattens skönheter
- 1953 – Möte med kärleken
- 1956 – Ringaren i Notre Dame
- 1960 – Baronen lever högt
- 1964 – De' defekta brottet
- 1967 – Den stora semestern
- 1974 – Bli rik och ligga med flickor
- 1984 – Gwendoline och jakten på Yik Yak
- 1990 – The King's Whore
- 1992 – Bohemernas liv
- 1999 – Jeanne d'Arc